# Certhilauda
Certhilauda là một chi chim trong họ Alaudidae.

## Các loài
Chi này chứa 6 loài:
- Certhilauda benguelensis (Sharpe, 1904)
- Certhilauda brevirostris Roberts, 1941
- Certhilauda chuana (Smith, A, 1836)
- Certhilauda curvirostris (Hermann, 1783)
- Certhilauda semitorquata Smith, A, 1836
- Certhilauda subcoronata Smith, A, 1843

### Các loài trước đây
- Certhilauda desertorum: Nay là Alaemon alaudipes[3]
- Certhilauda doriae: Nay là Alaemon alaudipes[4]
- Certhilauda albofasciata, Certhilauda kalahariae hay Certhilauda garrula: Nay là Chersomanes albofasciata[5][6][7]
- Certhilauda erythropygia: Nay là Pinarocorys erythropygia[8]
- Certhilauda albescens: Nay là Calendulauda albescens[9]
- Certhilauda burra, Certhilauda erythroclamys hay Certhilauda harei: Nay là Calendulauda burra[10]
- Certhilauda erythrochlamys: Nay là Calendulauda erythrochlamys[11]
- Certhilauda barlowi: Nay là Calendulauda barlowi[12]
- Certhilauda somalica: Nay là Mirafra somalica[13]